# Эритрея (колониальный шлюп)
 «Эритре́я» — корабль Королевского итальянского флота. Спроектирован в 1934 году для службы в колониях (колониальный шлюп).

## Конструкция и вооружение
Корабль имел оригинальную ЭУ, состоявшую из двух главных дизельных двигателей и вспомогательной дизель-электрической установки, которые могли работать как одновременно, так и независимо друг от друга. Наибольшая дальность плавания (6950 миль) обеспечивалась при работе вспомогательной установки.
 На одних главных дизелях корабль мог пройти 5000 миль при скорости 15,3 уз., при одновременной работе главной и вспомогательной установок — 6120 миль (13,3 уз.). Максимальная скорость при работе главных дизелей составляла 18 уз., вспомогательной установки — 12 уз., совместной работе обеих установок — 20 уз.
Корабль располагал мастерской для ремонта подводных лодок и мог выполнять роль их плавучей базы.
Шлюп был вооружен четырьмя 120-мм орудиями расположенными попарно в двух установках, двумя 40-мм зенитными орудиями (пом-пом) и 13,2-мм пулемётами.
В 1940—1941 годах шлюп оборудовали для минных постановок, тогда же 40-мм орудия были заменены на 2 (2 × 2) 37-мм/54 автомата.

## Служба
«Эритрея» несла службу в Красном море и базировалась в порту Массава (Итальянская Эритрея).
К моменту падения Итальянской Восточной Африки штаб ВМФ отдал приказ всем итальянским судам покинуть порты Эритреи и Сомали, чтобы попытаться достигнуть портов нейтральных стран.
В феврале 1941 «Эритрея» вместе с вооруженными теплоходами «Рамб-1» и «Рамб-2» вышли из Массавы с целью достичь Японии, где их планировалось использовать в роли рейдеров. Удачно миновав британские патрульные корабли у острова Перим, флотилия вышла в Индийский океан. Далее корабли добирались до Японии поодиночке. Во время перехода «Рамб-1» был обнаружен и потоплен новозеландским лёгким крейсером «Линдер», но шлюп «Эритрея» и теплоход «Рамб-2» благополучно достигли Кобе после месячного плавания.
Японцы отказались от использования итальянских кораблей в роли рейдеров, так как на тот момент Япония не находилась в состоянии войны с Англией.
В декабре 1941 года, после начала войны на Тихом океане шлюп «Эритрея» стал использоваться как плавучая база снабжения подводных лодок стран Оси, следовавших с различными стратегическими грузами из портов оккупированной Франции в Японию и обратно.
В сентябре 1943 года шлюп прибыл в Коломбо, где сдался союзникам.
12 февраля 1948 года шлюп был передан Франции и вошел в состав её флота под именем «Франсис Гарнье» (фр. Francis Garnier).
В 1953—1955 годах корабль находился в составе флотилии французских кораблей на Дальнем Востоке где участвовал в индокитайской войне.
В 1965 году был переоборудован в корабль-мишень и в январе 1966 года потоплен в районе атолла Муруроа при испытании Францией своего ядерного оружия.